# Duc d'Édimbourg (croiseur cuirassé)
Pour les articles homonymes, voir Duc d'Édimbourg (homonymie).
Le Duc d'Édimbourg (en russe : Герцог Эдинбургский, Gerzog Edinbourgski) est un croiseur cuirassé construit pour la Marine impériale russe. Il fut le second d'une série de deux navires de la classe Amiral général.
Sa construction débuta le 15 septembre 1870, à cette époque il lui fut attribué le nom d’Alexandre Nevski, en 1872, il fut rebaptisé du nom de Duc d'Édimbourg. Lancé le 29 août 1875, il entra en service en 1877. Le navire est construit au chantier naval de la Baltique sous la supervision du lieutenant-général de l'Amirauté Nikolaï Kouteïnikov (1845-1906). En raison de sa faible vitesse, le Duc d'Édimbourg ne fut pas une menace pour la suprématie des mers de la Royal Navy. La flotte britannique comme la flotte française possédaient des navires plus puissants, plus rapides. Néanmoins, les forces navales anglaises répondirent à la construction des deux croiseurs cuirassés de la classe Amiral général en produisant le HMS Shannon (construction en 1873, lancé en 1875, mis en service en 1877, démantelé en 1899), deux navires de la classe Nelson, à savoir : le HMS Northampton (construit en 1874, lancement 1876, mis en service en 1878, démantelé en 1905) et le HMS Nelson (construit en 1874, lancement en 1876, mis en service en 1881, démantelé en 1910).

## Historique
La croiseur cuirassé doit son nom au second fils de la reine Victoria Ire du Royaume-Uni, Alfred d'Édimbourg et de Saxe-Cobourg-Gotha qui, en 1874, épouse Maria Alexandrovna de Russie.

### Carrière dans la Marine impériale de Russie
Dans la décennie de 1860, le vice-amiral Andreï Alexandrovitch Popov (1821-1892) a l'idée de lancer un croiseur blindé. Le vice-amiral russe, les architectes navals I.M. Dmitriev et N. Kouteïnikovym développent ce projet. En 1870, deux navires sont construits : le Amiral général et l’Alexandre Nevski.
Les deux navires sont identiques dans la conception, l'armement et les machines. Lors de sa construction le Duc d'Édimbourg est armé de quatre canons de 203 mm placés dans une casemate blindée placée au centre du croiseur, deux canons de 152 mm étaient situés à la proue et à la poupe sur des plates-formes rotatives.
En 1892, le navire est reclassé en croiseur de première classe. En 1897, il est procédé à une révision du Duc d'Édimbourg. En 1898, le croiseur est affecté dans un détachement de formation d'artillerie de la flotte de la Baltique. En 1909, le bâtiment de guerre fut reconverti en navire de transport. Le 25 octobre 1909, le navire fut reconvertie en mouilleur de mines et reçoit le nom d’Onega (Онега). En 1914, le navire effectua des opérations de protection en mer Baltique. En septembre de la même année, en raison de l'usure d'une chaudière, l’Onega fut retiré du service. Le 1er octobre 1914, le navire fut utilisé comme navire entrepôt.

### Carrière dans la Marine soviétique
Le 12 avril 1918, l’Onega est retenu par les forces allemandes dans le port d'Helsinki. Du 12 mai au 18 mai 1918, le bâtiment de guerre est remorqué par le navire transporteur Riga et ancré dans le port de Kronstadt. Le 28 novembre 1918, le navire reçoit le nom de Barikada (Баррикада). Le 1er janvier 1932, de nouveau, le croiseur fut transformé en navire entrepôt no 5. En 1945, il est démantelé.

## Sources et bibliographie
- (en) Roger Chesneau et Eugène M. Koleśnik, Conway's All the World's Fighting Ships (1860-1905), 1979 [détail de l’édition]